# Voltaire (cratère)
Pour les articles homonymes, voir Voltaire (homonymie).
Le cratère de Voltaire est l'un des deux cratères de Déimos. Ses coordonnées sur Déimos sont 22,0° N et 3,5° E. Il a été nommé d'après Francois-Marie Arouet, écrivain français (1694-1778), nettement plus connu sous le pseudonyme de Voltaire. Ce nom a été choisi car dans Micromégas, Voltaire imagine que Mars pourrait avoir deux lunes.

Le nom de ce cratère a été approuvé par l'Union Astronomique Internationale en 1973.

## Référence
- (en) Cratères de Déimos

## Compléments